# Abbaye de Ghislenghien
L'abbaye de Ghislenghien, également dénommée l'abbaye du Val-des-Vierges ou  l'abbaye des Dames Nobles Bénédictines, était située sur le territoire de Ghislenghien. Elle fut fondée en 1126 par Ide de Chièvres, épouse en premières noces de Gilles de Chin
.

## Quelques faits

### Fondation
Le monastère fondé en 1126 est élevé au rang d'abbaye en 1132 par Liétard, évêque de Cambrai.

### Ide de Chièvres
Ide de Chièvres, également nommée Ide ou Idon ou Damison, est la fille de Gui de Chiévres et de Ide. Elle est aussi la petite fille de Béatrix du Hainaut.
Ide de Chièvres épouse successivement trois grands seigneurs dont le premier est Gilles de Chin. Elle fonde l'abbaye de Ghislenghien dite du Val des Vierges où elle est décédée et s'est fait enterrer, devant l'autel.
Elle est également la mère de Nicolas de Chièvres, évéque de Cambrai (1137 - † 1er juillet 1167).

### Abbesses
Vers 1473 : Jeanne de Montigny.

### Condition féminine
En 1132, Liétard, évêque de Cambrai, dans la charte de fondation et de donation de l'abbaye, évoque les serfs féminins.

### Règle cistercienne
La communauté de Ghislenghien a adopté la règle cistercienne en 1481.

### Reconstructions
Les bâtiments ont été incendiés par les Gueux en 1583, reconstruits en 1587 puis une nouvelle fois de 1746 à 1780 environ.

### Biens

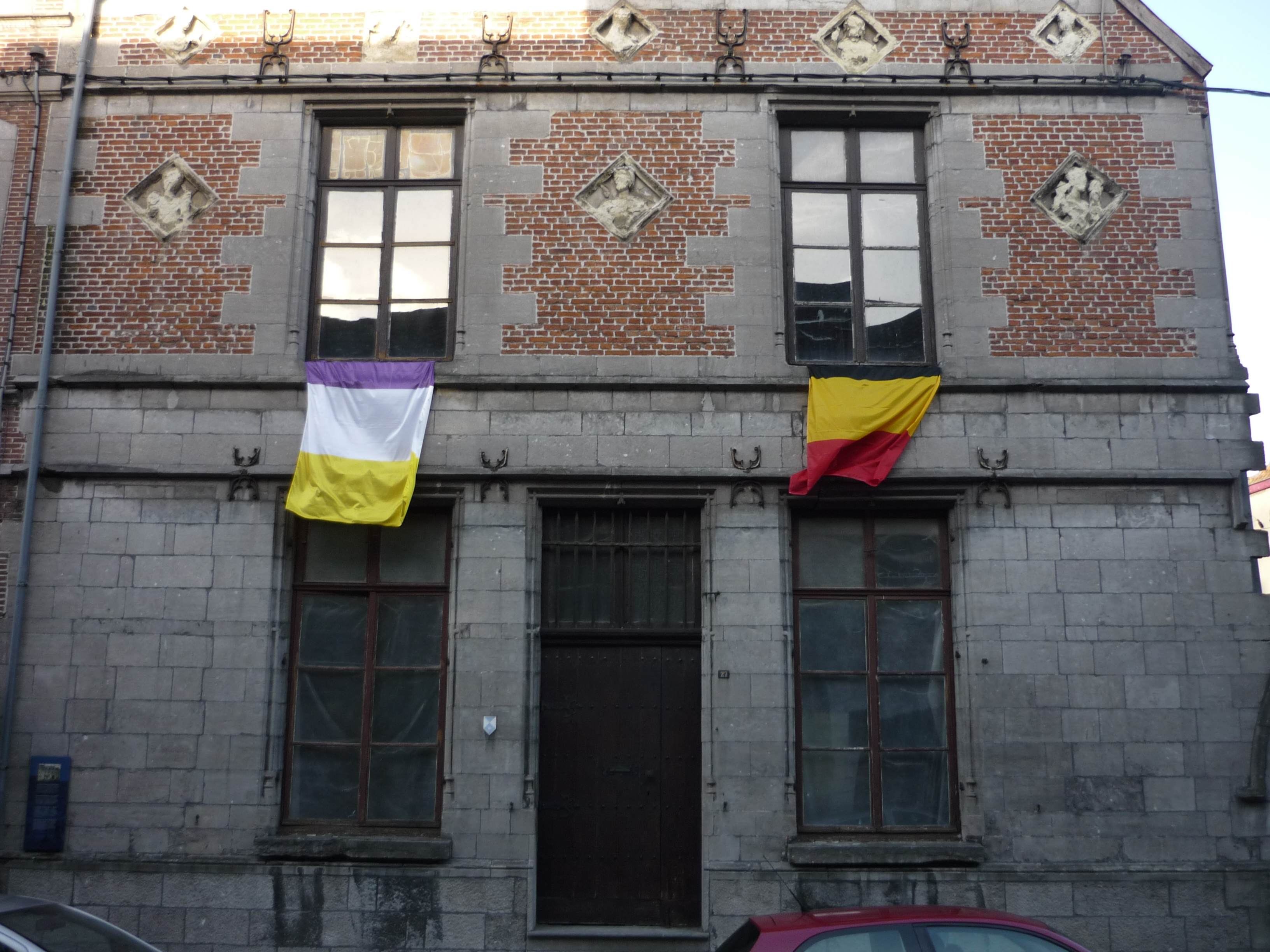
Ancien refuge de l'abbaye de Ghislenghien à Ath.

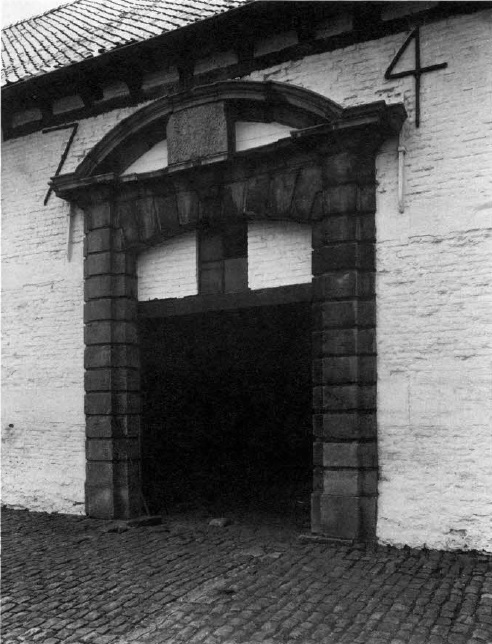
Abbaye de Ghislenghien - Le porche.

À l'origine, une demeure est construite, au début du XVIe siècle, pour le seigneur de Brugelette, Gabriel de Jauche-Mastaing. Cette demeure est vendue à l'abbaye de Ghislenghien en 1646. L'abbaye la transforme alors en refuge. Les religieuses s'y installent pour gérer leurs différentes possessions, s'y repliant aussi en cas de guerre. La façade gothique, à deux niveaux, a malheureusement été amputée du porche d'entrée lors de la Seconde Guerre mondiale. La façade de brique et pierre calcaire est ornée de huit cartouches en grès de style Renaissance.

### Révolution française
Supprimée par les Révolutionnaires français puis pillée au cours des siècles, il ne reste de l'abbaye qu'un pavillon de la haute-cour, deux longs corps parallèles de la basse-cour et des tronçons du mur d'enclos.

## Pour compléter